# Buckingham Township (Iowa)
Pour l’article homonyme, voir Buckingham Township (comté de Bucks, Pennsylvanie).
Buckingham Township est un township du comté de Tama en Iowa, aux États-Unis,.
Le premier colon à s'installer dans la région est Norman L. Osborn, en janvier 1952. Celui-ci revendique le quart sud-est de la section 26. En 1852, le juge du comté de Benton (Iowa), ordonne l'organisation de townships dans le comté de Tama. Le premier lundi d'août 1852, le juge John C. Vermilya créé trois townships. Une réunion informelle est tenue afin de les baptiser : les hommes présents à la réunion ne parviennent pas à se mettre d'accord sur l'un des noms. C'est Margaret Connell qui baptise le townshiph Buckingham en hommage à William A. Buckingham gouverneur de Norwich (Connecticut)

## Source de la traduction
- (en) Cet article est partiellement ou en totalité issu de l’article de Wikipédia en anglais intitulé « Buckingham Township, Tama County, Iowa » (voir la liste des auteurs).